# Inés Efron
Inés Efron Toporovsky
(Ciudad de México, 9 de mayo de 1984) es una actriz argentina nacida en México.

## Carrera
Es conocida por sus papeles en cine como Glue de Alexis Dos Santos, XXY —papel por el cual ganó un premio Cóndor de Plata— y El niño pez ambas de Lucía Puenzo, La mujer sin cabeza de Lucrecia Martel, Amorosa soledad de Martín Carranza y Victoria Galardi, Cerro Bayo de Victoria Galardi y Medianeras de Gustavo Taretto. 
También trabajó en teatro con Lola Arias en las obras Poses para dormir, Sueño con revólver, Temporariamente agotado y Demo de Ignacio Sánchez Mestre.

## Filmografía
| Año  | Título                                        | Personaje          | Director                           |
| ---- | --------------------------------------------- | ------------------ | ---------------------------------- |
| 2006 | Parece la pierna de una muñeca (cortometraje) | Narradora          | Jazmín López                       |
| 2006 | Glue                                          | Andrea             | Alexis Dos Santos                  |
| 2006 | Cara de queso —mi primer ghetto—              | Ruthi              | Ariel Winograd                     |
| 2007 | Hoy no estoy (cortometraje)                   | Ella               | Gustavo Taretto                    |
| 2007 | XXY                                           | Alex               | Lucía Puenzo                       |
| 2008 | La mujer sin cabeza                           | Candita            | Lucrecia Martel                    |
| 2008 | Cómo estar muerto                             |                    | Manuel Ferrari                     |
| 2008 | El nido vacío                                 | Julia Vindel       | Daniel Burman                      |
| 2008 | Amorosa soledad                               | Soledad            | Victoria Galardi y Martín Carranza |
| 2009 | El niño pez                                   | Lala               | Lucía Puenzo                       |
| 2010 | Alas (pobre Jiménez)                          | Arlequina          | Ariel Martínez Herrera             |
| 2011 | Cerro Bayo                                    | Inés               | Victoria Galardi                   |
| 2011 | Random strangers (cortometraje)               | Lulu               | Alexis Dos Santos                  |
| 2011 | Medianeras                                    | Ana                | Gustavo Taretto                    |
| 2011 | Verdades verdaderas                           | Laura Carlotto     | Nicolás Gil Lavedra                |
| 2011 | La pileta (cortometraje)                      | Ana                | Zelmira Gainza                     |
| 2012 | Días de vinilo                                | Vera               | Gabriel Nesci                      |
| 2012 | El mar (cortometraje)                         | Nina               | Cecilia Atán                       |
| 2013 | Back to the Siam                              | Ella misma (cameo) | Gonzalo Roldán                     |
| 2015 | Voley                                         | Pilar              | Martín Piroyansky                  |
| 2018 | Las flores (cortometraje)                     | María              | Renzo Cozza                        |
| 2019 | Grandes son los desiertos (cortometraje)      |                    | Sacha Amaral                       |
| 2019 | La tormenta (cortometraje)                    | Cleo               | Agustín Adba y Luciano B. Cieza    |
| 2019 | El patalarga                                  | Maru (voz)         | Mercedes Moreira                   |
| 2022 | El vasco                                      | Inés               | Jabi Elortegi                      |

## Televisión
| Año  | Título                  | Personaje       | Notas                                                                  | Canal      |
| ---- | ----------------------- | --------------- | ---------------------------------------------------------------------- | ---------- |
| 2008 | Mujeres asesinas        |                 | Episodio 4: "Marcela, lastimada"                                       | Canal 13   |
| 2011 | Gigantes                | Julia           | Episodio 4: "Siam"                                                     | Canal 12   |
| 2012 | Lynch                   | Emanuela Dávila | Episodio 9: "Alguien muere la víspera"                                 | Moviecity  |
| 2013 | A menina sem qualidades | Bianca          | Elenco principal                                                       | MTV Brasil |
| 2020 | Casi feliz              | Tatiana         | Episodio 7: "El regreso de Gastón" Episodio 8: "¿Te acordás, hermano?" | Netflix    |
| 2021 | Naturaleza muerta       | Cruz Ballester  | Protagonista                                                           | Space      |
| 2023 | Familia de diván        | Mara            | Elenco principal                                                       | Flow       |
| 2025 | División Palermo        | Laila           | Elenco secundario                                                      | Netflix    |

## Premios

### Premios Cóndor de Plata
| Año  | Categoría    | Trabajo | Resultado |
| ---- | ------------ | ------- | --------- |
| 2008 | Mejor actriz | XXY     | Ganadora  |

### Premios Sur
| Año  | Categoría               | Trabajo | Resultado |
| ---- | ----------------------- | ------- | --------- |
| 2007 | Mejor actriz revelación | XXY     | Ganadora  |

### Premios Clarín
| Año  | Categoría           | Trabajo | Resultado |
| ---- | ------------------- | ------- | --------- |
| 2007 | Mejor actriz        | XXY     | Ganadora  |
| 2007 | Revelación femenina | XXY     | Ganadora  |

### Festival Internacional de cine de Cartagena
| Año  | Categoría    | Trabajo | Resultado |
| ---- | ------------ | ------- | --------- |
| 2008 | Mejor actriz | XXY     | Ganadora  |